# مقاطعة بييلا
مقاطعة بييلا (بالإيطالية: Province of Biella)‏، مقاطعة إيطالية بإقليم بييمونتي في شمال غرب البلاد. وقد أُنشأت في عام 1992 وعاصمتها مدينة بييلا. 
عدد سكانها 187.282 نسمة، ومساحتها 913,03 كيلومتر مربع، وبها 82 بلدية.
تقع شمال بييمونتي، ويحدها من الغرب إقليم فالي دا أوستا، ومن باقي الجهات تحيط بها مقاطعة فرشيلي ومقاطعة تورينو.